# The March
The March – czwarty album studyjny amerykańskiej grupy muzycznej Unearth, wydany 14 października 2008 nakładem Metal Blade Records.
Płyta została wydana ponownie
10 listopada 2009 wraz z bonusowym materiałem DVD, zawierającym dokumentację z trasy koncertowej, zatytułowanej "The Three Day March".

## Lista utworów
1. "My Will Be Done" - 3:37
2. "Hail The Shrine" - 3:58
3. "Crow Killer" - 3:17
4. "Grave Of Opportunity" - 3:53
5. "We Are Not Anonymous" - 3:04
6. "The March" - 3:29
7. "Cutman" - 3:12
8. "The Chosen" - 3:53
9. "Letting Go" - 4:43
10. "Truth Or Consequence" - 4:10

Utwór bonusowy:
11. "Our Callous Skin" - 10:15 (utwór bonusowy)

## Teledyski
- "My Will Be Done" (2008, reż: David Brodsky i My Good Eye Films)[2][3]
- "Grave of Opportunity" (2009)[4]
- "Crow Killer" (2010)[5]

## Twórcy
Skład zespołu
- Trevor Phipps – śpiew, teksty
- Buz McGrath – gitara
- Ken Susi – gitara
- John „Slo” Maggard – gitara basowa
- Derek Kerswill – perkusja

Udział innych
- Adam Dutkiewicz – produkcja muzyczna, inżynier dźwięku
- Jim Fogarty – inżynier
- Andy Sneap – miksowanie, mastering
- Cory Brandan, Scottie Henry, Chris Day i Jake Schultz (Norma Jean) – śpiew w tle w utworze "We Are Not Anonymous"